# Coccinella monticola
Coccinella monticola – gatunek chrząszcza z rodziny biedronkowatych.

## Taksonomia
Gatunek ten opisany został po raz pierwszy w 1850 roku przez Étienne’a Mulsanta. Jako miejsce typowe wskazał on Góry Skaliste. Epitet gatunkowy pochodzi z łaciny i oznacza „górolubna”.

## Morfologia
Chrząszcz o wysklepionym, w zarysie szeroko-owalnym ciele długości od 5,2 do 7 mm. Głowa czarna z dwiema wyraźnie odseparowanymi, jasnymi plamkami między oczami. Przedplecze jest na wierzchu czarne z jasnymi plamami w kątach przednio-bocznych; środek jego przedniej krawędzi zawsze pozostaje czarny. Na spodzie przedplecza leży duża, trapezowata, jasna plama brzuszna sięgająca ku tyłowi prawie tak daleko jak plamy grzbietowe. Pokrywy mają ubarwienie żółtawo-pomarańczowe do czerwonego, zwykle z czarnym wzorem obejmującym plamę przytarczkową, parę dużych i ukośnie rozciągniętych plam środkowych i parę dużych plam przedwierzchołkowych; plamy mogą być jednak zredukowane lub całkiem zanikać, zwłaszcza u przedstawicieli populacji zachodnich. Brak na pokrywach przepaski przynasadowej czy plam barkowych, a szew pokryw jest czerwony. Epimeryty śródtułowia są w całości lub prawie w całości biało ubarwione. Przedpiersie ma wąski i płaski wyrostek międzybiodrowy z parą żeberek bocznych. Odnóża środkowej i tylnej pary mają po dwie ostrogi na goleni. Pazurki stóp mają duże ząbki. Genitalia samca są symetrycznie zbudowane.

## Ekologia i występowanie
Owady dorosłe są aktywne głównie od czerwca do sierpnia.
Gatunek nearktyczny. W Kanadzie znany jest z Jukonu, Kolumbii Brytyjskiej, Terytoriów Północno-Zachodnich, Alberty, Manitoby, Ontario, Quebecu, Nowego Brunszwiku i Nowej Szkocji. W Stanach Zjednoczonych znany jest z Waszyngtonu, Oregonu, Kalifornii, Idaho, Nevady, Montany, Wyoming, Utah, Kolorado, Arizony, Nowego Meksyku, Dakoty Północnej, Dakoty Południowej, Nebraski, Kansas, Minnesoty, Iowy, Maine, Vermontu, New Hampshire, Massachusetts i Nowego Jorku.